# Mayor Cup
De Mayor Cup (Russisch: Кубок мэра) is een eendaagse wielerwedstrijd in en rond de Russische hoofdstad Moskou. De wedstrijd werd in 2005 opgericht en maakt deel uit van de UCI Europe Tour, in de categorie 1.2.

## Lijst van winnaars

### Overwinningen per land
| Overwinningen | Land             |
| ------------- | ---------------- |
| 6             | Rusland          |
| 2             | Oekraïne, Servië |
| 1             | Letland          |